# Kategoria Superiore 2000-2001
La Kategoria Superiore 2000-2001 fu la 62ª edizione della massima serie del campionato albanese di calcio disputata tra il 16 settembre 2000 e il 19 maggio 2001 e conclusa con la vittoria del Vllaznia, al suo nono titolo.
Capocannoniere del torneo fu Indrit Fortuzi (Tirana) con 31 reti.

## Formula
Come nella stagione precedente le squadre partecipanti furono 14 e disputarono un turno di andata e ritorno per un totale di 26 partite.
Le ultime due classificate furono retrocesse in Kategoria e Dytë.
Lo Shqiponja cambiò nome in Luftëtari.
Le squadre qualificate alle coppe europee furono quattro: la vincente del campionato fu ammessa alla UEFA Champions League 2001-2002, la seconda classificata e la vincente della coppa d'Albania alla Coppa UEFA 2001-2002 più un'ulteriore squadra alla Coppa Intertoto 2001.

## Squadre
| Squadra       | Città        | Stadio | Stagione 1999-2000 |
| ------------- | ------------ | ------ | ------------------ |
| Besa Kavajë   | Kavajë       |        | Kategoria e Dytë   |
| Tirana        | Tirana       |        | Campione d'Albania |
| Besëlidhja    | Alessio      |        | Kategoria e Dytë   |
| Dinamo Tirana | Tirana       |        | 10°                |
| Flamurtari    | Valona       |        | 12°                |
| Vllaznia      | Scutari      |        | 4°                 |
| Teuta Durrës  | Durazzo      |        | 3°                 |
| Tomori        | Berat        |        | 2°                 |
| Apolonia      | Fier         |        | 11°                |
| Shkumbini     | Peqin        |        | 7°                 |
| Bylis         | Ballsh       |        | 5°                 |
| Luftëtari     | Argirocastro |        | 9°                 |
| Skënderbeu    | Coriza       |        | 8°                 |
| KS Lushnja    | Lushnjë      |        | 6°                 |

## Classifica finale
|                    | Pos. | Squadra    | Pt | G  | V  | N | P  | GF | GS | DR  |
| ------------------ | ---- | ---------- | -- | -- | -- | - | -- | -- | -- | --- |
| Albania (bandiera) | 1.   | Vllaznia   | 56 | 26 | 17 | 5 | 4  | 52 | 23 | +29 |
|                    | 2.   | KF Tirana  | 54 | 26 | 16 | 6 | 4  | 56 | 13 | +43 |
|                    | 3.   | Dinamo     | 52 | 26 | 15 | 7 | 4  | 43 | 21 | +22 |
|                    | 4.   | Bylis      | 42 | 26 | 12 | 6 | 8  | 31 | 28 | +3  |
|                    | 5.   | Shkumbini  | 41 | 26 | 12 | 5 | 9  | 40 | 36 | +4  |
|                    | 6.   | Teuta      | 33 | 26 | 9  | 6 | 11 | 28 | 30 | -2  |
|                    | 7.   | Besëlidhja | 33 | 26 | 9  | 6 | 11 | 34 | 41 | -7  |
|                    | 8.   | Luftëtari  | 32 | 26 | 9  | 5 | 12 | 31 | 33 | -2  |
|                    | 9.   | KS Lushnja | 32 | 26 | 8  | 8 | 10 | 33 | 36 | -3  |
|                    | 10.  | Apolonia   | 30 | 26 | 8  | 6 | 12 | 28 | 42 | -14 |
|                    | 11.  | Flamurtari | 29 | 26 | 8  | 5 | 13 | 26 | 33 | -7  |
|                    | 12.  | Tomori     | 28 | 26 | 8  | 4 | 14 | 33 | 48 | -15 |
|                    | 13.  | Besa       | 24 | 26 | 6  | 6 | 14 | 16 | 37 | -21 |
|                    | 14.  | Skënderbeu | 20 | 26 | 5  | 5 | 16 | 25 | 55 | -30 |

Legenda:

      Campione d'Albania e ammesso alla UEFA Champions League
      Ammesso alla Coppa UEFA
      Ammesso alla Coppa Intertoto
      Retrocesso in Kategoria e Dytë
Note:

Tre punti a vittoria, uno a pareggio, zero a sconfitta.

## Verdetti
- Campione: Vllaznia
- Qualificata alla UEFA Champions League: Vllaznia
- Qualificata alla Coppa UEFA: KF Tirana, Dinamo Tirana
- Qualificata alla Coppa Intertoto: Bylis
- Retrocessa in Kategoria e Dytë: Besa Kavajë, Skënderbeu